# Verseilles-le-Haut
Verseilles-le-Haut ist eine französische Gemeinde mit 48 Einwohnern (Stand 1. Januar 2022) im Département Haute-Marne in der Region Grand Est. Sie gehört zum Kanton Villegusien-le-Lac und zum Arrondissement Langres. 

## Geografie
Die Gemeinde Verseilles-le-Haut liegt zwölf Kilometer südlich von Langres und zwei Kilometer nördlich der Vingeanne-Talsperre (Réservoir de Vingeanne). Sie ist umgeben von folgenden Nachbargemeinden:
|                   | Brennes                                     |                |
| Orcevaux          | Kompassrose, die auf Nachbargemeinden zeigt | Longeau-Percey |
| Verseilles-le-Bas | Villegusien-le-Lac                          |                |

## Bevölkerungsentwicklung
| Jahr                       | 1962 | 1968 | 1975 | 1982 | 1990 | 1999 | 2008 | 2019 |
| -------------------------- | ---- | ---- | ---- | ---- | ---- | ---- | ---- | ---- |
| Einwohner                  | 20   | 22   | 19   | 13   | 11   | 13   | 48   | 49   |
| Quellen: Cassini und INSEE |      |      |      |      |      |      |      |      |

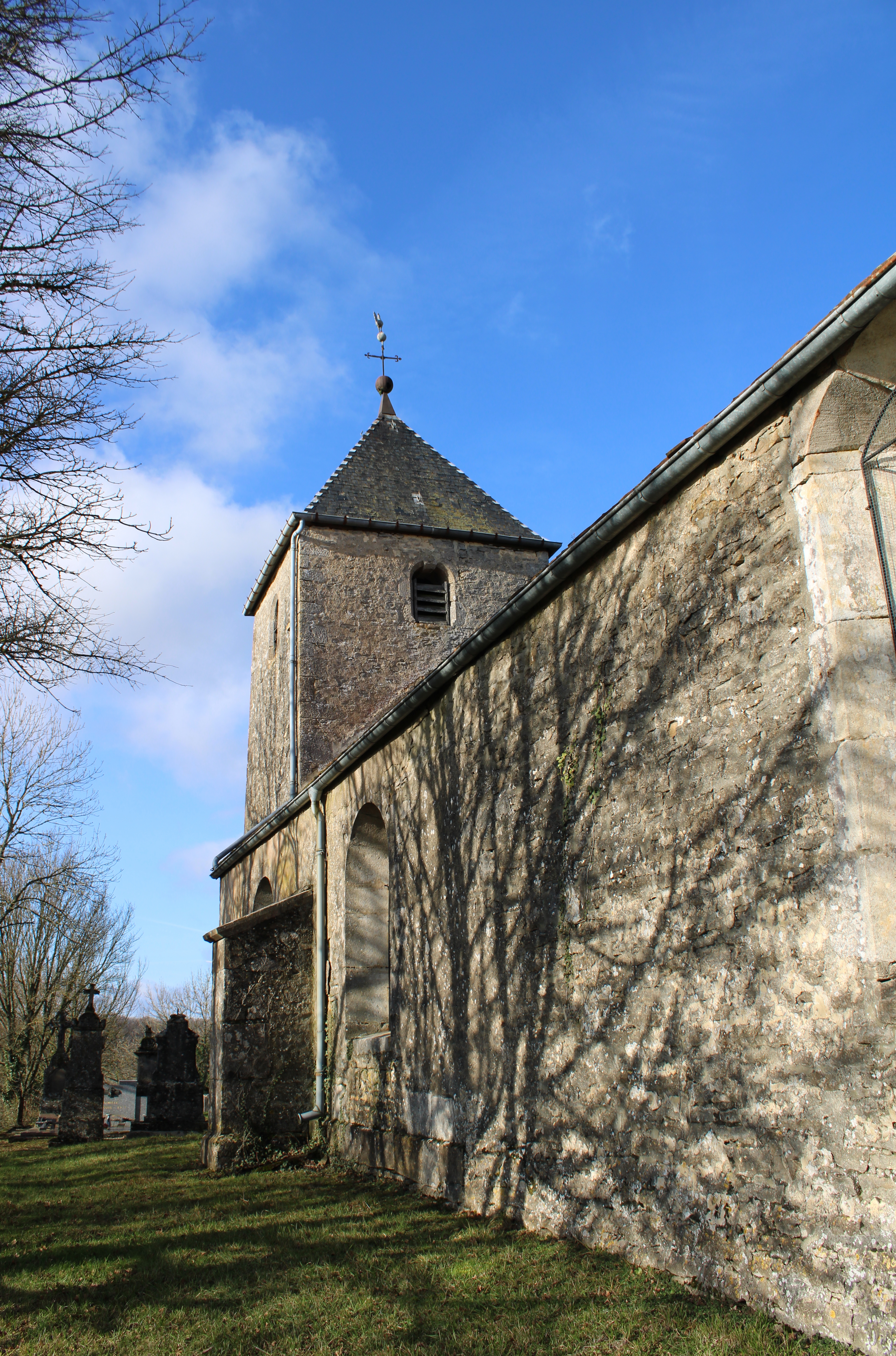
Kirche Mariä Himmelfahrt
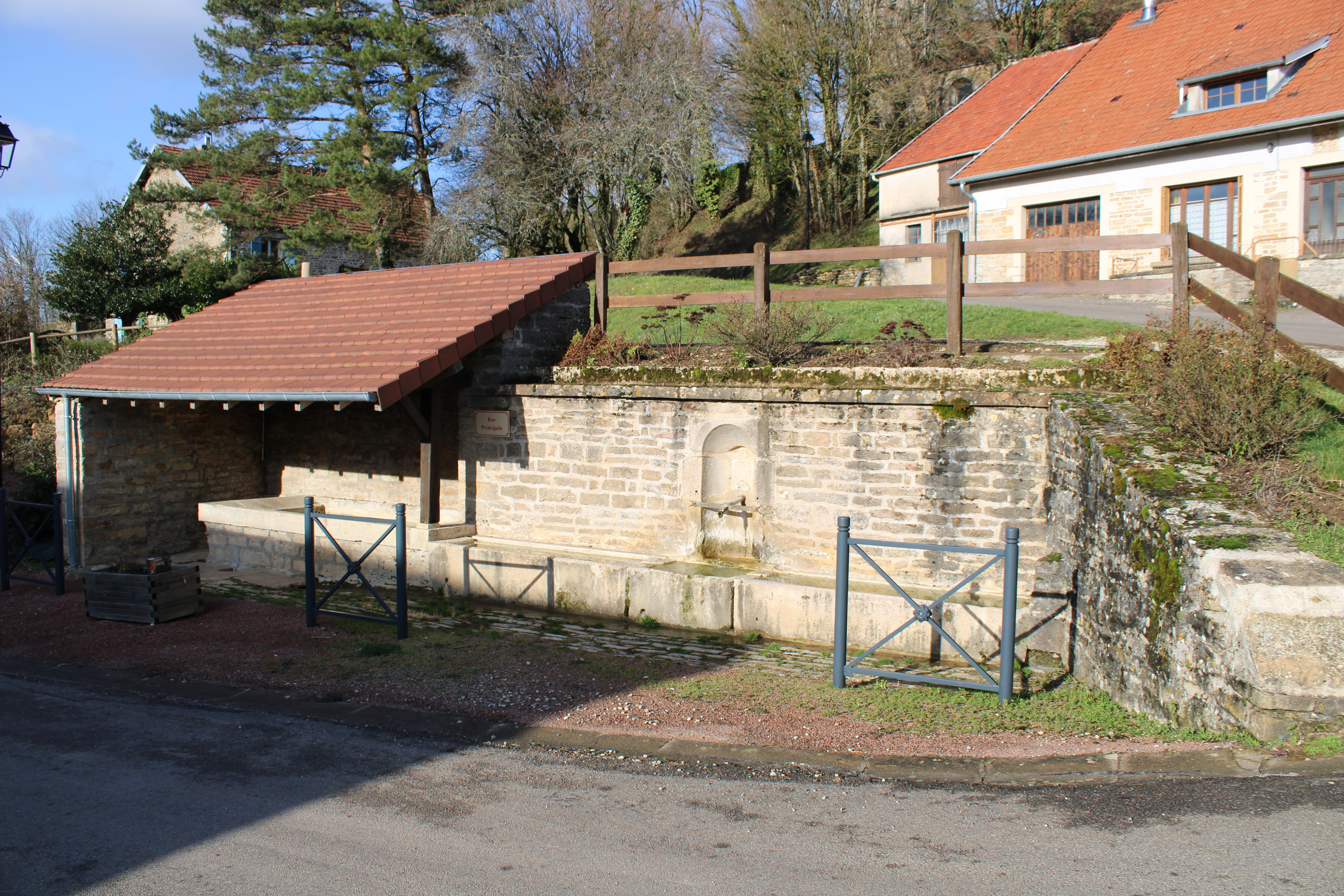
Ehemaliges Waschhaus mit Viehtränke
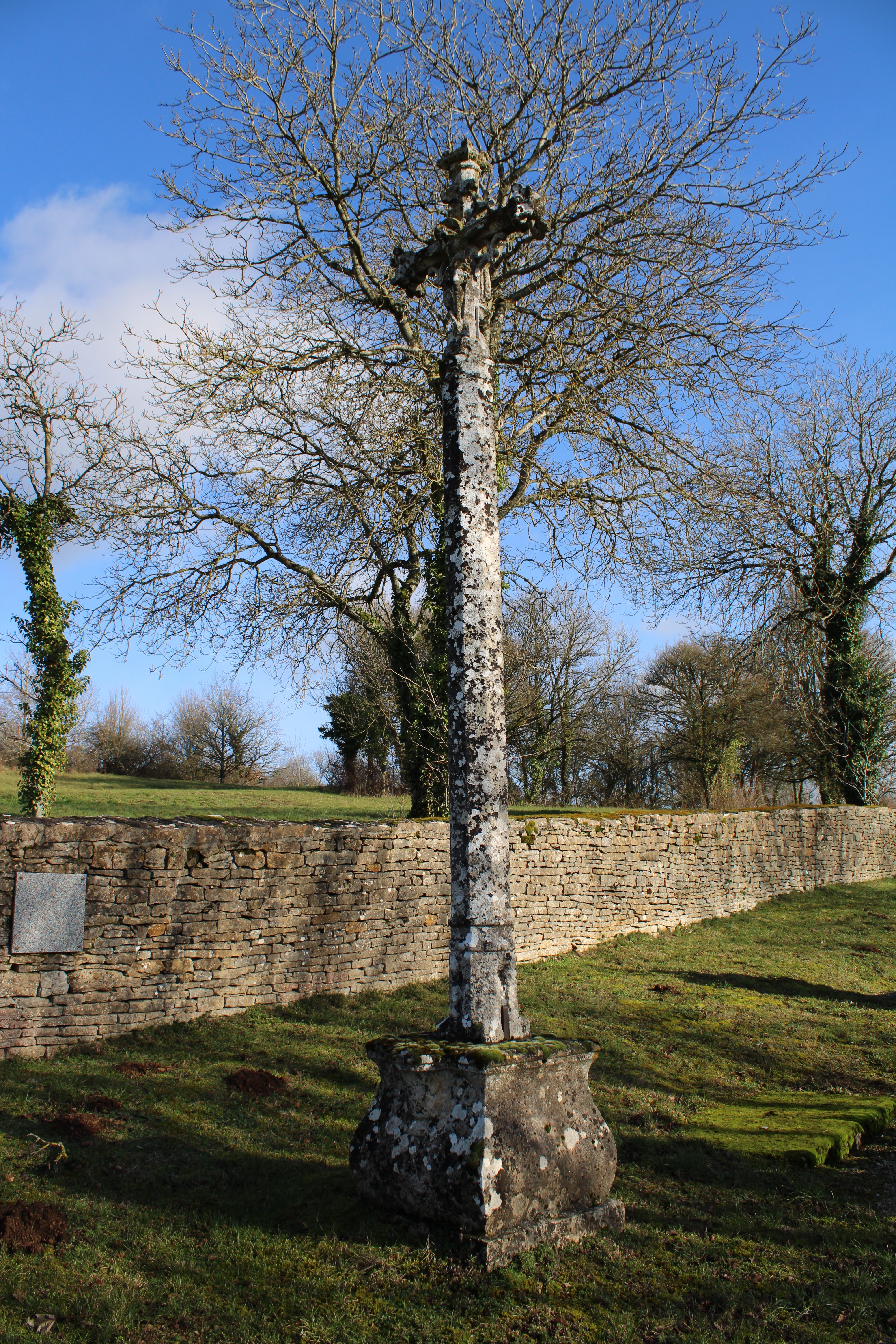
Monumentales Friedhofskreuz, Monument historique